# IC 1891
IC 1891 ist eine Spiralgalaxie vom Hubble-Typ S im Sternbild Widder am Südsternhimmel. Im selben Himmelsareal befinden sich u. a. die Galaxien IC 1890, IC 1893, IC 1894.
Das Objekt wurde am 18. Januar 1898 vom französischen Astronomen Stéphane Javelle entdeckt.